# Fløyen
Fløyen eller Fløyfjellet er et de syv fjelde i Bergen i Norge.
Fløyfjellet er 399 m højt, og fra byens centrum går Fløibanen – en 850 meter lang elektrisk kabelbane der blev åbnet i 1918. Den har tre mellemstationer, i Proms gate, Fjellveien og Skansemyren.